# Jean Jour
Jean Jour, né le 9 avril 1937 et mort le 27 octobre 2016 à Liège, est un journaliste et écrivain belge.

## Biographie
Jean Jour naît à Liège le 9 avril 1937, dans la paroisse Saint-Pholien, sur l’île d’Outremeuse, un quartier populaire et folklorique qui lui tient à cœur et auquel il reviendra en écrivant ses livres. Ses arrière-grands-parents paternels, partis fonder des usines en Russie, furent rejoints par le grand-père et le père mais, chassés par les bolchéviques, partirent en Angleterre, puis en France avant de revenir s’installer à Liège, où son père épousera une Limbourgeoise.
Après des études gréco-latines à l’Athénée de Liège, Jean Jour fait deux années en romane à l’université avant de se faire engager comme jeune journaliste au quotidien La Wallonie en 1959. Il passe par tous les services, apprenant le métier sur le tas, mais collabore déjà à plusieurs revues belges et françaises et, pendant trois ans, il tient aussi le mensuel littéraire L'Essai. Pour plusieurs éditeurs, il traduit des romans américains qui lui valent d’entrer dans l’association des Western Writers of America, devenant le second Européen après le Parisien Georges Fronval à recevoir cet honneur. Pour un éditeur anversois, il écrit parallèlement une collection de livres sur les guerres dans le monde.
Sa carte de presse obtenue et héritant sans doute le tempérament nomade du grand-père, son esprit d’indépendance lui fait claquer les portes du journal en 1968 et partir aux États-Unis. Sa connaissance de la langue et ses relations avec des auteurs western l’amènent à parcourir l’Ouest sauvage, les grandes villes et une trentaine d’états. À partir des années 1970, revenu en Belgique, journaliste indépendant, il travaille avec des agences de presse puis collabore à la plupart des quotidiens du pays et à deux revues liégeoises cotées, lancées par deux anciens confrères : ScopLiège et Liège Province d'Europe. Pour celle-ci, pendant vingt ans, il se rendra à Paris chaque mois interviewer des écrivains renommés et de nouveaux talents auxquels il croit.
Dans les années 1980, sa rencontre avec Willy De Hertogh, patron des éditions Sodim et Libro Sciences à Bruxelles, lui fait prendre enfin un vrai départ, en revenant à ses origines pour écrire ses premiers ouvrages sur Outremeuse. Le reste s’ensuivra.
Il termine sa carrière à La Dernière Heure, bureau de Liège, et à La Gazette de Liége, comme son illustre prédécesseur Georges Simenon, tout en continuant d’écrire, entre le journalisme, des ouvrages pour différents éditeurs belges et français, et divers séjours aux États-Unis.
Il meurt le 27 octobre 2016 d'une leucémie galopante à l’hôpital de la Citadelle, à Liège, à l'âge de 79 ans.

### Récits
- 1940-1945, Liège en images, Libro-Sciences, Bruxelles, 1978.
- Les Camps nazis, Libro-Sciences, Bruxelles, 1978.
- Le Passage du Rhin, Libro-Sciences, Bruxelles, 1978.
- Liège en flânant : la Batte et les quais, Libro-Sciences, Bruxelles, 1978, 1979 (illustrations de Jacques Donnay).
- La Guerre d'Espagne, Libro-Sciences, Bruxelles, 1979 ; éd. Dualpha, Paris, 2000.
- Scènes de la rue et petits métiers parisiens, Libro-Sciences, Bruxelles, 1979.
- Ceux d'Outremeuse, Libro-Sciences, Bruxelles, 1979.
- Liège insolite, Libro-Sciences, Bruxelles, 1979 (illustrations de Claudine Rassart).
- Personnages populaires liégeois, Libro-Sciences, Bruxelles, 1980 (photos de Michel Borguet).
- Les Belles Heures de l'île d'Outremeuse, Libro-Sciences, Bruxelles, 1980 (photos de M. Borguet, J. Nervenne, J. Jour).
- Liège en flânant : vieilles demeures, vieux quartiers, Libro-Sciences, Bruxelles, 1980 (illustrations de Marylène Baguette).
- Villes libérées : Liège, éd. Scaillet, Montigny-le-Tilleul, 1984, 56 p. (OCLC 1400473860).
- La Libération de Liège, Libro-Sciences, Bruxelles, 1991 (photos de Léon Desarcy).
- Outremeuse, l'île aux trésors, Céfal, Liège, 2004.
- Avec Michel Elsdorf, La Batte autrefois, Liège, Noir Dessin Production, avril 2006, 160 p. (ISBN 97828735113-19, présentation en ligne)
- Avec Michel Elsdorf, Les Commerces liégeois autrefois, Liège, Noir Dessin Production, mars 2007, 190 p. (ISBN 9782873511425, présentation en ligne)
- Le Livre d'or du Tchantchès, Liège, Noir Dessin Production, 2007, 168 p. (ISBN 9782873511579, présentation en ligne)
- Les Guillemins (et autres gares de Liège) autrefois, Liège, Noir Dessin Production, juin 2008, 140 p. (ISBN 9782873511739, présentation en ligne)
- Hôtels, cafés et restaurants liégeois d’autrefois, Liège, Noir Dessin Production, janvier 2009, 180 p. (ISBN 9782873511883, présentation en ligne)
- Avec Olivier Hamal, Le livre d'or du Passage Lemonnier, Liège, Noir Dessin Production, avril 2010, 170 p. (ISBN 978-2-87351-216-3, présentation en ligne)
- La Vallée de l’Ourthe autrefois, Liège, Noir Dessin Production, 2011, 200 p. (ISBN 978-2-87351-235-4, présentation en ligne)
- Liège au temps des sixties : 1959-1964, t. 1, Liège, Noir Dessin Production, juin 2012, 240 p. (ISBN 9782873512552, présentation en ligne)
- Liège au temps des sixties : 1964-1969, t. 2, Liège, Noir Dessin Production, avril 2013, 244 p. (ISBN 9782873512682, présentation en ligne)
- Liège, Outremeuse : 2 circuits découvertes, Liège, Noir Dessin Production, coll. « Guides insolites de Wallonie », août 2014

### Essais et biographies
- Simenon et Pedigree, éd. de l'Essai, Liège, 1963 ; éd. Vecqueray, Liège, 1977.
- De Gaulle, Anvers, Atlanta, 1976.
- Soljenitsyne, Anvers, Atlanta, 1976.
- Simenon, enfant de Liège, Libro-Sciences, Bruxelles, 1980.
- Jean Dols, une biographie, Libro-Sciences, Bruxelles, 1980.
- Monographie de la bande dessinée : François Walthéry, Libro-Sciences, Bruxelles, 1981.
- Monographie de la bande dessinée : Maurice Tillieux, Éditions du Perron, Liège, 1984.
- René Théwissen, un homme, quatre vies, Bruxelles, Libro-Sciences, 1986.
- René Théwissen, le mage de Houtain, Bruxelles, Libro-Sciences, 1991.
- Roger Darton : pince-moi, je rêve !, Liège, éd. Dricot, 1993.
- Édith Piaf, la môme en noir, Paris, éd. Dualpha, 2000, 240 p.,  (ISBN 2912476119).
- Simenon, romancier-nu, Paris, Dualpha, 2003 — réédition 2018, coll. « Patrimoine des lettres »  (ISBN 9782353743902).
- Qui suis-je ? Simenon, Grez-sur-Loing, Pardès, 2005  (ISBN 2-86714-367-5).
- Robert Denoël, un destin, Paris, Dualpha, 2006  (ISBN 2-915461-88-0).

### Romans
- L'Homme aux yeux clairs, éd. Audace, Bruxelles, 1965.
- Le Temps de mûrir, éd. Audace, Bruxelles, 1970.
- Un gamin d'Outremeuse, t. 1 : La Fenêtre sur le quai, Liège, Noir Dessin Production, août 2008, 426 p. (ISBN 9782873511807, présentation en ligne)
- Un gamin d'Outremeuse, t. 2 : La Trottinette en bois, Liège, Noir Dessin Production, juin 2009, 348 p. (ISBN 9782873512064, présentation en ligne)
- Un gamin d'Outremeuse, t. 3 : Le Temps du pain blanc, Liège, Noir Dessin Production, juin 2010, 398 p. (ISBN 9782873512200, présentation en ligne)

### Collections
- Guide des plaisirs de Liège, éd. APC, Namur, 1982 (illustrations de François Walthéry) ; 1983 (illustrations de Renoy).
- Carnet rose, éd. Via Plus, Liège, 1992.
- Le Petit Futé de Liège, éd. Neocity, Bruxelles, 1997.
- Dossiers des guerres, Beckers Book Club, Anvers, 1970-1975 :
  - La Grande Guerre (3 vol.)
  - L'Entre-deux guerres (3 vol.)
  - La Seconde Guerre mondiale (10 vol.)
  - La Guerre froide
  - La Corée
  - L'Indochine
  - Le Conflit algérien
  - Israël
  - Congo et Biafra en sang
  - Révolutions d'Amérique latine
  - La Chine de Mao
  - Vietnam et Cambodge.

### Poésie
- Cris du vent, Jouvence, Bruxelles, 1959.
- Les Liens de l’été, L’Essai, Liège, 1962.
- Les Matins ivres, L’Essai, Liège, 1964.
- Les Chiens malades, L’Essai, Liège, 1965 (illustrations de G.-H. Dacos).
- Le Dos à la mer, Les 9 Pailles, Tilff, 1965 (illustrations de J.-Cl. Vandormael, préface de Marie Nicolaï).
- Les Jardins du silence, Les 9 Pailles, Tilff, 1966.
- Les Temps princiers, Les 9 Pailles, Tilff, 1967 (illustrations de G. Polus, préface de Georges Linze).

### Albums de bande dessinée
- Tchantchès[3], Khâni, Saive, 1988
Scénario : Michel Dusart et Jean Jour - Dessin : François Walthéry - Couleurs : Vittorio Leonardo -  (ISBN 2-907159-02-X),Décors : Francis et Laudec. Avec la participation de Bernard Graillet, Kris De Saeger, Marc Hardy, Didier Casten et Étienne Borgers. Album traduit en wallon liégeois par Jeanne Houbart-Houge et en néerlandais.